# Monastère de la Nativité de la Solotcha
Le monastère de la Nativité de la Vierge de la Solotcha (russe : Солотчинский Покровский монастыр) est un monastère orthodoxe russe situé sur l'emplacement d'une ancienne colonie au confluent de la rivière Solotcha et de l'Oka, à 20 km de Riazan.

## Histoire
Le monastère fut fondé par le prince de Riazan Oleg en 1390, le prince prenant par la suite l'habit monastique.
Du XVe au XVIe siècle, le monastère connaît une forte expansion, notamment de ses domaines. 
Du XVIe au XVIIIe siècle, le monastère compte de 40 à 65 moines (39 en 1597) et environ 96 employés rémunérés (pour 1663-1680). Au début du XVIIe siècle, 748 foyers de paysans dépendaient du monastère (ce qui en fait un monastère de classe moyenne).
En 1917, le monastère est fermé, mais en 1994 il est rendu au diocèse et rouvert.

## Patrimoine
Trois églises ont été conservées : l'église Saint Jean Baptiste, qui surmonte la porte (1695) construite sous l'archimandrite Ignace Changine, l'église de la Pentecôte avec son réfectoire (1688-1689). Ces bâtiments construits dans le style baroque Narychkine sont attribués à l'architecte Boukhvostov. Sont visibles le corps du bâtiment (XVIIe siècle), les cinq dômes de la cathédrale de la Nativité (1691), et les murs fortifiés (1688).
L'extérieur de l'église Saint Jean-Baptiste est décoré de carreaux de couleur, dus à Stepan Poloubes connu pour ses réalisations au monastère de la Nouvelle Jérusalem et au monastère Saint-Joseph de Volokolamsk.
Dans l'enceinte du monastère ont été enterrés le prince Oleg, son épouse Euphrosine, ainsi que son beau-frère, le prince des Tatares Solohmir, baptisé sous le nom de Jean (dont l'enfeu a été récemment retrouvé dans la chapelle de la Bienheureuse Vierge Marie).